# Blazin’ Squad
Blazin’ Squad ist eine englische Hip-Hop-Band.

## Geschichte
Blazin’ Squad besteht aus zehn jugendlichen Künstlern, die sich Reepa, Krazy, Kenzie, Flava, Tommy-B, Spike-e, Strider, Rocky-B, Freek und Melo-D nennen. Sie alle kommen aus Chingford, einem Ort im Osten Londons. Die Bandmitglieder lernten sich in der Schule kennen und begannen im Alter von vierzehn Jahren gemeinsam Musik zu machen.
Im Alter von 16 Jahren haben die Mitglieder von Blazin’ Squad ihre erste Single veröffentlicht und mit Crossroads, einer Cover-Version von Tha Crossroads von Bone Thugs-n-Harmony gleich einen Nummer-eins-Hit gelandet. Mit weiteren Stücken wie Love on the Line, We Just Be Dreamin’ oder Flip Reverse konnten sie sich wiederholt in den britischen Top-Ten platzieren und später auch in Deutschland Erfolge feiern.
2004 lief der Vertrag der Mitglieder aus und sie hatten keine Möglichkeit einen neuen zu bekommen. Nach einer Pause von etwa 18 Monaten begannen Strider, Krazy und Kenzie unter dem Gruppennamen Friday Hill erneut mit der Produktion von Musik.
Nach langem Warten meldete sich dann 2006 auch Blazin’ Squad zurück. Auch wenn sie nicht mehr zu zehnt, sondern nur noch zu viert (Rocky B, Spike-E, Melo-D und Reepa) waren, blieben sie ihrem Urban-Hip-Hop treu und brachten Ende des Jahres mit All Night Long eine neue Single heraus. Aufgrund mangelnden Erfolges in den britischen Charts und anschließenden Absagen einzelner Tour-Termine, wurde es rasch erneut still um die Band.
Blazin’ Squad formierte sich erneut im Jahr 2009: Das erste Lied der nun fünfköpfigen Band "Let’s Start Again" wurde Mitte Juni 2009 in Großbritannien veröffentlicht.

## Mitglieder
- Strider (Mustafa Armando Ibrahim Omer) * 9. November 1985 (BS)
- Spike-E (Samuel David Foulkes) * 18. November 1985
- Melo-D (Christopher James McKeckney) * 20. November 1985
- Kenzie (James Victor Mackenzie) * 6. Januar 1986 (BS)
- Rocky B (Marcel Stephen Elliot Somerville) * 7. Januar 1986 (BS)
- Freek (Oliver Constantine Georgiou) * 12. Januar 1986
- Flava (James Terrence Murray) * 24. Februar 1986 (BS)
- Reepa (Stuart James Baker) * 12. März 1986
- Tommy B (Thomas Nicholas Beasley) * 20. März 1986
- Krazy (Lee Colin Bailey) * 3. Juli 1986 (BS)
  - BS: jetzige Mitglieder bei Blazin’ Squad
  - FH: Mitglieder bei Friday Hill

## Diskografie

### Studioalben
| Jahr | Titel            | Höchstplatzierung, Gesamtwochen, AuszeichnungChartplatzierungen (Jahr, Titel, Platzierungen, Wochen, Auszeichnungen, Anmerkungen) | Höchstplatzierung, Gesamtwochen, AuszeichnungChartplatzierungen (Jahr, Titel, Platzierungen, Wochen, Auszeichnungen, Anmerkungen) | Anmerkungen                             |
| Jahr | Titel            | DE | UK | Anmerkungen                             |
| ---- | ---------------- | --- | --- | --------------------------------------- |
| 2002 | In the Beginning | — | UK33 Gold · (6 Wo.)UK | Erstveröffentlichung: 25. November 2002 |
| 2003 | Now or Never     | DE57 (2 Wo.)DE | UK37 Gold · (2 Wo.)UK | Erstveröffentlichung: 20. November 2003 |

### Kompilationen
- 2009: Greatest Hits

### Singles
| Jahr | Titel Album                                       | Höchstplatzierung, Gesamtwochen, AuszeichnungChartplatzierungen (Jahr, Titel, Album, Platzierungen, Wochen, Auszeichnungen, Anmerkungen) | Höchstplatzierung, Gesamtwochen, AuszeichnungChartplatzierungen (Jahr, Titel, Album, Platzierungen, Wochen, Auszeichnungen, Anmerkungen) | Anmerkungen                             |
| Jahr | Titel Album                                       | DE | UK | Anmerkungen                             |
| ---- | ------------------------------------------------- | --- | --- | --------------------------------------- |
| 2002 | Standard Flow In the Beginning                    | — | UK78 (3 Wo.)UK | Erstveröffentlichung: 2002              |
| 2002 | Crossroads In the Beginning                       | — | UK1 Silber · (19 Wo.)UK | Erstveröffentlichung: 19. August 2002   |
| 2002 | Love on the Line In the Beginning                 | — | UK6 (15 Wo.)UK | Erstveröffentlichung: 11. November 2002 |
| 2003 | Reminisce / Where the Story Ends In the Beginning | — | UK8 (11 Wo.)UK | Erstveröffentlichung: 10. Februar 2003  |
| 2003 | We Just Be Dreamin’ Now or Never                  | DE75 (2 Wo.)DE | UK3 (9 Wo.)UK | Erstveröffentlichung: 23. Juni 2003     |
| 2003 | Flip Reverse Now or Never                         | DE22 (11 Wo.)DE | UK2 (11 Wo.)UK | Erstveröffentlichung: 3. November 2003  |
| 2004 | Here 4 One Now or Never                           | — | UK6 (5 Wo.)UK | Erstveröffentlichung: 2. Februar 2004   |
| 2006 | All Night Long Greatest Hits                      | — | UK54 (1 Wo.)UK | Erstveröffentlichung: 10. Juni 2006     |
| 2009 | Let's Start Again Greatest Hits                   | — | UK51 (1 Wo.)UK | Erstveröffentlichung: 15. Juni 2009     |